# کریستین ماویسا
کریستین ماویسا (انگلیسی: Christian Mawissa؛ زادهٔ ۱۸ آوریل ۲۰۰۵) بازیکن فوتبال اهل جمهوری دموکراتیک کنگو است که در حال حاضر برای باشگاه فوتبال تولوز بازی می‌کند. 
وی همچنین در تیم‌های ملی فوتبال زیر ۱۷ سال فرانسه، زیر ۱۸ سال فرانسه، و زیر ۱۹ سال فرانسه بازی کرده است.